# Кулиев, Тофик Алекпер оглы
Тофик Алекбер оглы Кулиев (азерб. Tofiq Ələkbər oğlu Quliyev; 7 ноября 1917, Баку — 4 октября 2000, Баку) — азербайджанский композитор, кинокомпозитор, пианист, дирижёр. Народный артист Азербайджанской ССР (1964).

## Биография
Тофик Кулиев родился 7 ноября 1917 года в Баку, в семье инженера-экономиста Алекпера Кулиева. Мать композитора Яхши ханум Махмудова обучалась в женской гимназии Гаджи Зейналабдина Тагиева и была одной из первых азербайджанок-судей. Удивительные музыкальные способности привели его уже в 12-летнем возрасте на студенческую скамью в рабфак при Азербайджанской государственной консерватории, а в 1934 году он поступает в консерваторию, где учится на двух факультетах — фортепианном (в классе профессора И. С. Айсберга) и дирижёрском (в классе профессора С. Г. Штрассера).
В консерватории происходит знакомство молодого Кулиева с творениями великих классиков прошлого — Баха, Бетховена, Чайковского, Шуберта, и других композиторов. Яркое дарование Кулиева обращает на себя внимание музыкальной общественности и вскоре, по совету и инициативе У. Гаджибекова, в 1936 году Наркомпрос Азербайджана направляет Тофика Кулиева для дальнейшего обучения в Московскую государственную консерваторию им. П. И. Чайковского. Здесь он учится дирижированию, некоторое время занимается в классе фортепиано профессора Нейгауза. Вскоре он начинает работать пианистом в известном в те годы эстрадном оркестре под руководством А. Цфасмана, в котором он успешно проработал до 1939 года.

Дом в Баку, в котором жил Тофик Кулиев

Первые опыты Тофика Кулиева в сочинении относятся к началу 30-х годов. Ещё будучи студентом рабфака, в 1931 году, Кулиев, по совету одного из первых своих первых учителей, уже завоевавшего к тому моменту народное признание — Асефа Зейналлы, пишет песню на слова Мирза Алекпера Сабира — «Про школьника». Начиная с 1935 года Тофик Кулиев приступает к дирижёрской работе в Азербайджанском государственном драматическом театре имени Мешади Азизбекова.
Деятельность Кулиева, как фольклориста, начавшаяся в 30-е годы, имела огромное значение в творческой биографии не только самого композитора, но и в музыкально-общественной жизни Азербайджана. Тофик Кулиев был одной из тех творческих личностей, что сыграло заметную роль в развитии и популяризации азербайджанского фольклора. Он один из первых композиторов Азербайджана, осуществивших нотную запись мугамов. В 1936 году им были изданы (совместно с композитором 3. Багировым) записи мугамов «Раст», «Сегях», «Забул», «Дюгях».
В 1939 году, вернувшись в Баку, Тофик Кулиев занимается организационной работой по созданию национального оркестра, активная работа которого совпала с началом в 1941 году Великой Отечественной войны. В годы войны эстрадный оркестр, созданный композитором и названный Красноармейским ансамблем, входит в состав 402-й стрелковой дивизии и дает концерты на передовой линии фронта. Для оркестра Тофик Кулиев пишет ряд песен патриотического содержания: «Ни шагу назад» (слова А. Суркова), «Нежная рука» (слова Н. Доризо), «О русской девушке», «Песня бойцов». С 1943 года ансамбль разделился на две группы. Одной из них, названной Краснофлотской, продолжал руководить Тофик Кулиев. Ансамбль часто выступает на переднем крае, на Кавказском фронте, в Крыму, выезжает с концертами для частей Армии в Иране.
После окончания войны, Кулиев начинает композиторскую деятельность в Азербайджанском государственном русском драматическом театре им. Самеда Вургуна, Азербайджанском театре Юного зрителя им. М. Горького. За несколько лет работы с театрами им написана музыка к спектаклям «Двенадцатая ночь» В. Шекспира, «Молодая гвардия» А. Фадеева, «Айдын» Д. Джаббарлы, «На дальних берегах» Г. Сеидбейли и И. Касумова, «Братья» Р. Рзы, «Гариба адам» («Чудак») Н. Хикмета, «Ширванская красавица» Э. Мамедханлы.

### 1940-50-е годы
В 40-е годы начинает Тофик Кулиев и работу в кино, активно продолжив её в последующие десятилетия. В это же время он пишет ряд песен, посвященная Родине — «Песня о Родине», «Азербайджан», «Ала Даг». Тофик Кулиев начинает творческое сотрудничество с выдающимся певцом Рашидом Бейбутовым, одним из лучших исполнителей песен композитора. Творческий дуэт совершает концертные гастроли по городам Советского Союза, сопровождающиеся огромным успехом.
Итогом его многолетних экспедиций по районам Азербайджана стали сборники «Азербайджанские народные танцы» (1951 год), «15 азербайджанских народных танцев» (1955 год) и двухтомник «Азербайджанские песни» (1956—1958 годы), вышедший под редакцией выдающегося певца Бюль-Бюля. В последующие годы композитор продолжает работы по записи и обработке фольклорного материала, им сделаны в 50-60-е годы обработки арабских, индийских, болгарских, китайских песен. Огромное значение для национальной музыкальной культуры имела работа Тофика Кулиева по записи и публикации мугамов.
Несмотря на большой творческий и исполнительский успех, Тофик Кулиев, считает необходимым продолжить своё образование и в 1948 году возобновляет учёбу в Московской консерватории по дирижированию в классе профессора А. Гинзбурга и композиции — в классе профессора К. Голубева. Окончив в 1951 году консерваторию, Тофик Кулиев поступает в аспирантуру Московской консерватории, где завершает своё образование под руководством выдающегося дирижёра Александра Гаука. С 1954 года, вернувшись в Баку, ведет педагогическую работу в Азербайджанской консерватории им. Узеира Гаджибекова. Здесь он руководит студенческим оркестром, оперным и оркестровыми классами, преподает инструментоведение. С 1958 года композитор работает в Азербайджанской государственной филармонии им. М. Магомаева художественным руководителем, а вскоре и директором. В эти же годы появляются фортепианные сочинения композитора, среди них — «Лезгинка», «Вариации», песни «Золото ветвистое» (сл. Жаркого), «Не гордись», «Я люблю тебя», «Добрый край, Азербайджан».
Ко второй Декаде азербайджанского искусства в Москве, в 1959 году композитор создает кантату «Песнь о Москве». Много написано им в эти годы музыки к драматическим спектаклям, к пьесе «Преступление Энтони Гранта» — М. Волибранского, Р. Рубинштейна, «Когда цветет акация» — М. Вишнякова.
В это десятилетие написана Тофиком Кулиевым и музыка ко многим фильмам, которые завоевали огромную популярность, «Под знойным небом» (1958), «Бахтияр» (1959), «Можно ли его простить» (1959).

### 1960—70-е годы

Мемориальная доска на стене дома в Баку, в котором жил Тофик Кулиев

Активной творческой и музыкально-общественной деятельностью отмечены 60-е и 70-е годы. Тофик Кулиев — участник многих международных конференций, фестивалей, праздников искусств. В 1962 году по приглашению Академии искусств он принимает участие в конференции, посвященной проблемам развития музыкального искусства и обмена культурными опытом, позже участвует в проведении Дней азербайджанского искусства в Чехословакии, где сочиняет песни «Братислава» и «Песня о Праге», завоевавшие популярность в Чехословакии.
В этот же период Тофик Кулиев возглавляет делегации азербайджанских артистов в Болгарии, Польше, Италии. Являясь в течение многих лет первым секретарем Союза композиторов Азербайджана, уделяет много внимания воспитанию молодых композиторских кадров, руководит проведением многих композиторских пленумов, музыкальных фестивалей, конференций, съездов. Часто выступает он с докладами и статьями, посвященными различным проблемам и задачам азербайджанского искусства.
В 1966 году во время дней Декады русской культуры в Азербайджане Тофик Кулиев, совместно с композитором В. Соловьевым-Седым, создает песню «Добрый край, Азербайджан» (сл. З. Джаббарзаде). В этот же период им создается цикл интернациональных песен: «Молдова» (1966), цикл песен о Грузии. В 1972 году песней Тофика Кулиева «Нефтяники» открывается в Брюсселе Международная выставка демонстрации азербайджанской культуры.
В 1980—90-е годы Тофик Кулиев большую часть времени уделяет общественной деятельности.
Творчество Тофика Кулиева было высоко оценено — ему было присвоено почетное звание народного артиста Азербайджанской ССР, звание лауреата премии Ленинского комсомола Азербайджанской ССР.
Умер 5 октября 2000 года в возрасте 82 лет после продолжительной болезни. Похоронен на Аллее почётного захоронения в городе Баку.

## Кинотворчество
Тофик Кулиев является автором мелодий песен к фильмам «Встреча» (1955), «Любимая песня» (1955), «Мачеха» (1958), «Телефонистка» (1962), «Насими» (1974), «Дервиш взрывает Париж» (1976), «Лев ушёл из дома» (1977), «Цена счастья» (1977), «Свекровь» (1978), «Здесь тебя не встретит рай» (1982), «Воспоминание о гранатовом дереве» (1984), «Вне» (1991).

## Награды
- Орден «Независимость» (7 ноября 1997) — за большие заслуги в развитии национальной культуры[4]
- 2 ордена Трудового Красного Знамени (9 июня 1959; 4 ноября 1977)
- орден Дружбы народов (6 ноября 1987)
- орден «Знак Почёта» (2 июля 1971)
- медаль «За трудовую доблесть» (6 марта 1950)
- другие медали
- Народный артист Азербайджанской ССР (1964)
- Заслуженный деятель искусств Азербайджанской ССР (1958)
- Почётная грамота Президиума Верховного Совета Азербайджанской ССР (19 октября 1977)[5]

## Память

Памятник Тофику Кулиеву в Баку.

- В 2009 году в Российском информационно-культурном центре состоялся вечер, посвященный памяти композитора Тофика Кулиева[6].
- На здании[где?], где проживал Кулиев, установлена мемориальная доска.
- Имя Кулиева присвоено одной из улиц Баку.
- Именем Кулиева названа музыкальная школа Баку.
- 8 февраля 2023 года в Баку открыт памятник Кулиеву[7].